# Yunxiang
Yunxiang (kinesiska: 云乡) är en tidigare köping i sydöstra Kina. Den låg i Heshan i staden Jiangmen i provinsen Guangdong, omkring 82 kilometer sydväst om provinshuvudstaden Guangzhou.  År 2011 inkorporerades den i köpingen Zhishan.
Antalet invånare år 2010 var 5 407. Befolkningen består av 2 459 kvinnor och 2 948 män. Barn under 15 år utgör 15,0 %, vuxna 15-64 år 74 %, och äldre över 65 år 9,0 %.